# Phyllodoce chalybeia
Phyllodoce chalybeia är en ringmaskart som beskrevs av Grube 1880. Phyllodoce chalybeia ingår i släktet Phyllodoce och familjen Phyllodocidae. Inga underarter finns listade i Catalogue of Life.